# Hochhaus Neue Donau
Hochhaus Neue Donau, también conocido como Torre Seidler, es un edificio de gran altura situado en el distrito Donau City de la ciudad de Viena. Construida entre 1999 y 2001, la torre cuenta con una altura de 120 metros, 150 incluida su antena, con 34 plantas. Es, a fecha de 2024, el undécimo edificio más alto de Austria.

## Descripción
La torre cuenta con un diseño triangular alargado. El ala más larga está orientada hacia el sur, hacia el Danubio, mientras que el ala más corta apunta hacia el este, hacia el Kaiserwasser y el Alte Donau.
El núcleo vertical de la torre alberga ascensores y servicios. Une las dos alas principales y el ala adicional de siete pisos destinado a oficinas. Estos crean un centro triangular, que está rodeado por las tres alas. En la planta baja se encuentra la conserjería, que cuenta con personal de manera permanente.
Desde la planta baja hasta el octavo piso hay principalmente oficinas de alquiler. Los pisos 8 a 15 se dividen en apartamentos de dos a tres habitaciones, y en la parte superior hay apartamentos de una a dos habitaciones. En el último piso hay áticos. El complejo incluye dos plantas subterráneas que contienen un total de 220 plazas de garaje.

## Galería

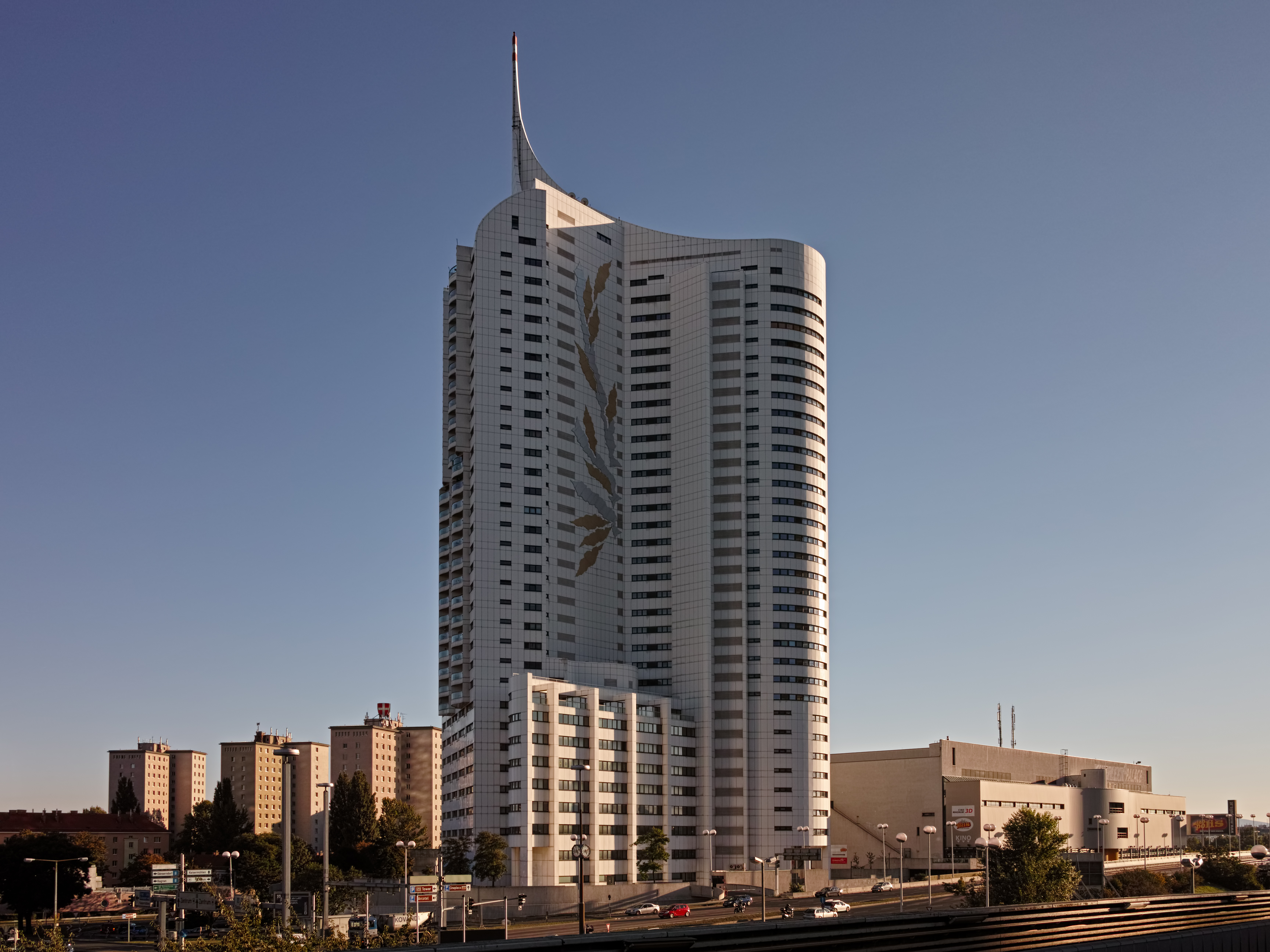
El edificio visto desde la estación de metro Kaisermühlen.
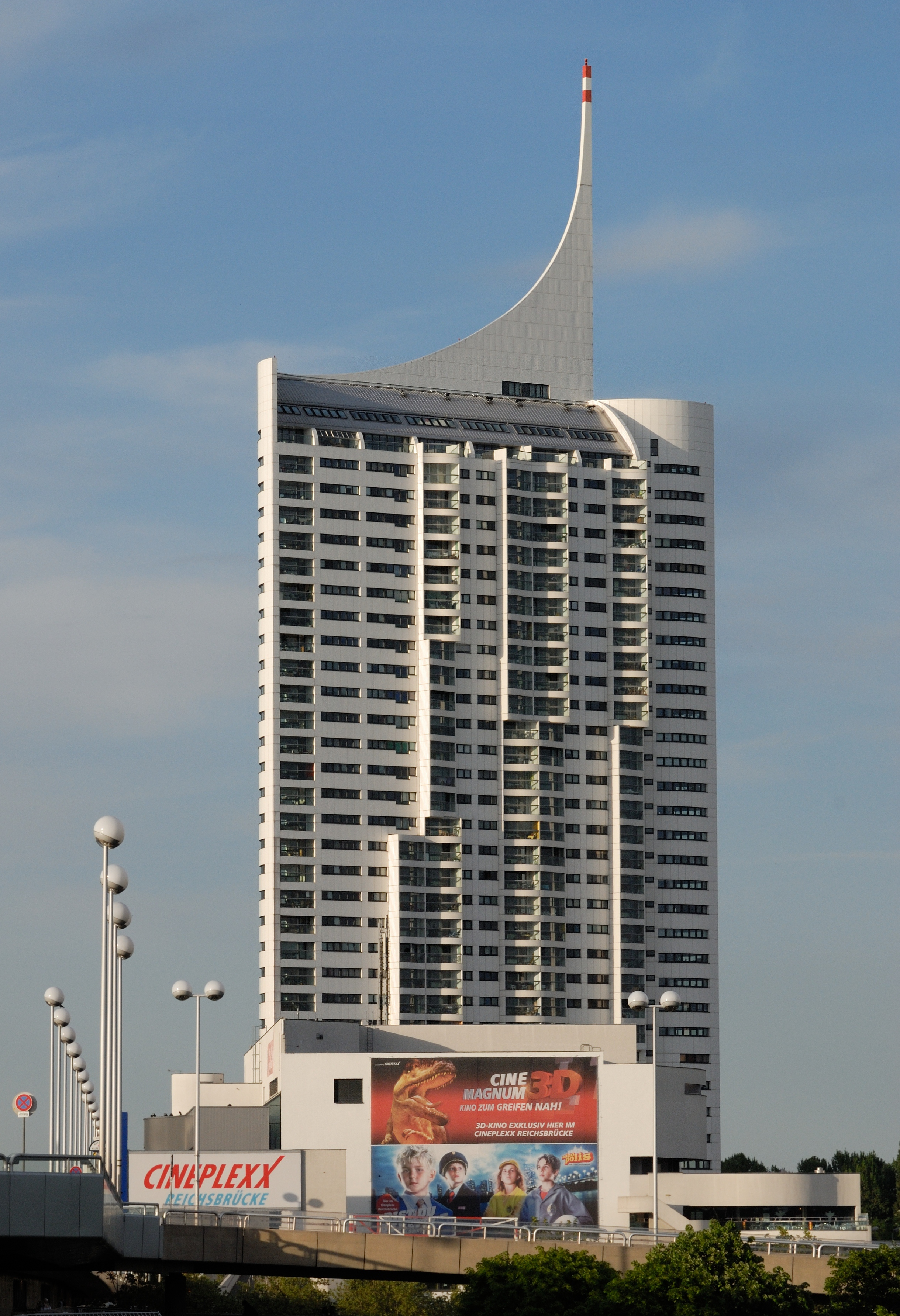
Vista desde el suroeste.
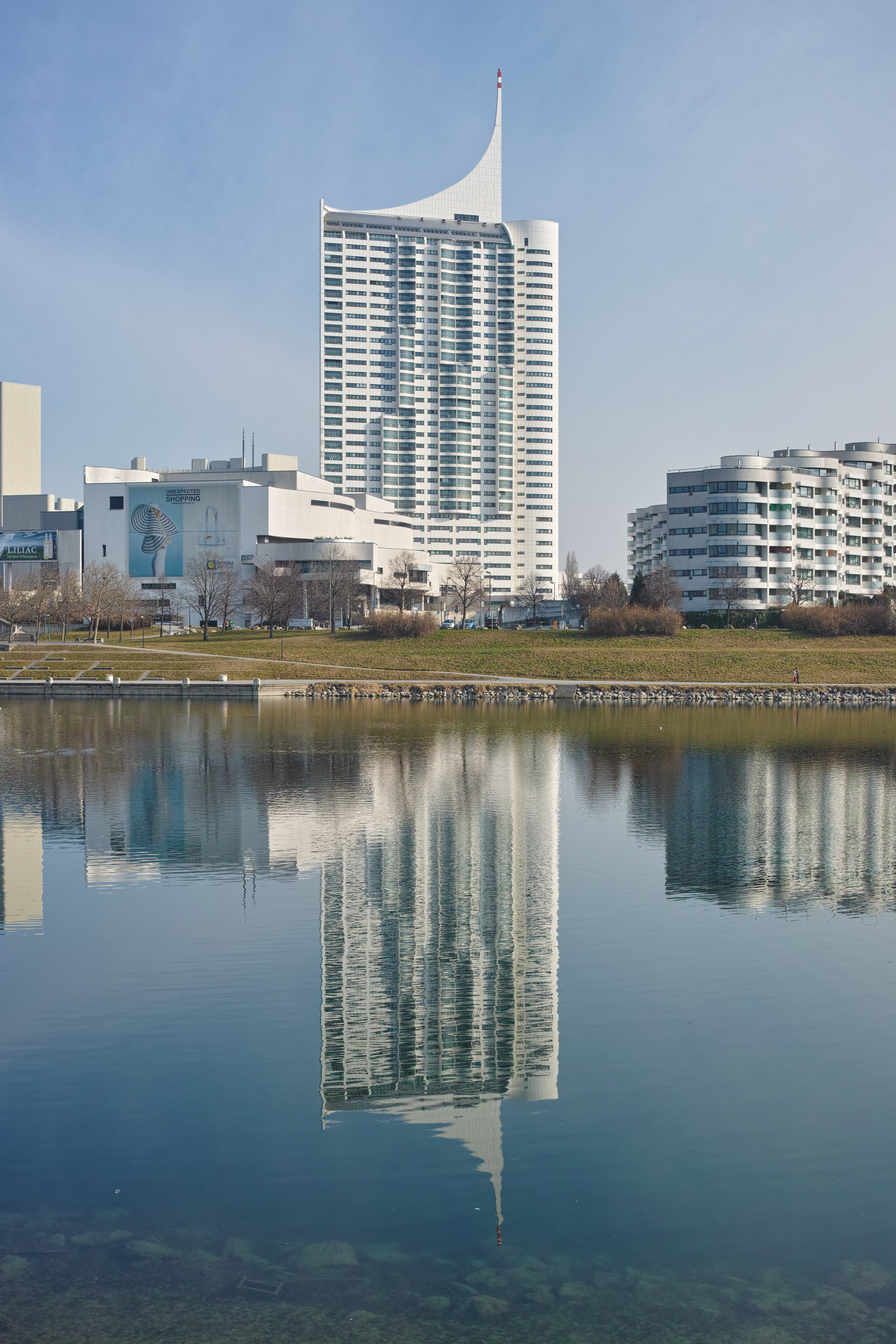
Vista desde el suroeste, con reflejo en el Nuevo Danubio.
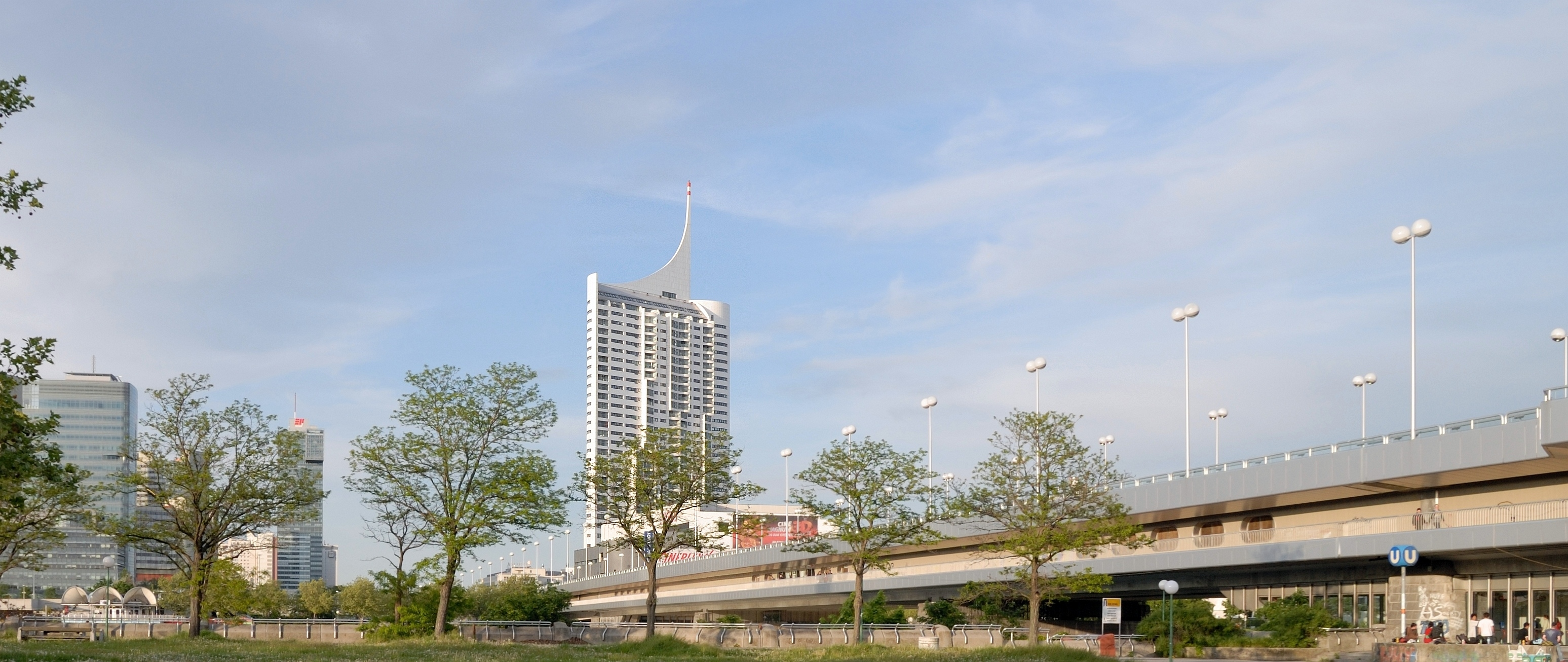
Vista desde el Reichsbrücke.